# Enrique Soro
Enrique Soro Barriga (Concepción, 15 de julio de 1884 - Santiago, 3 de diciembre de 1954) fue un pianista, profesor y compositor chileno.

## Biografía

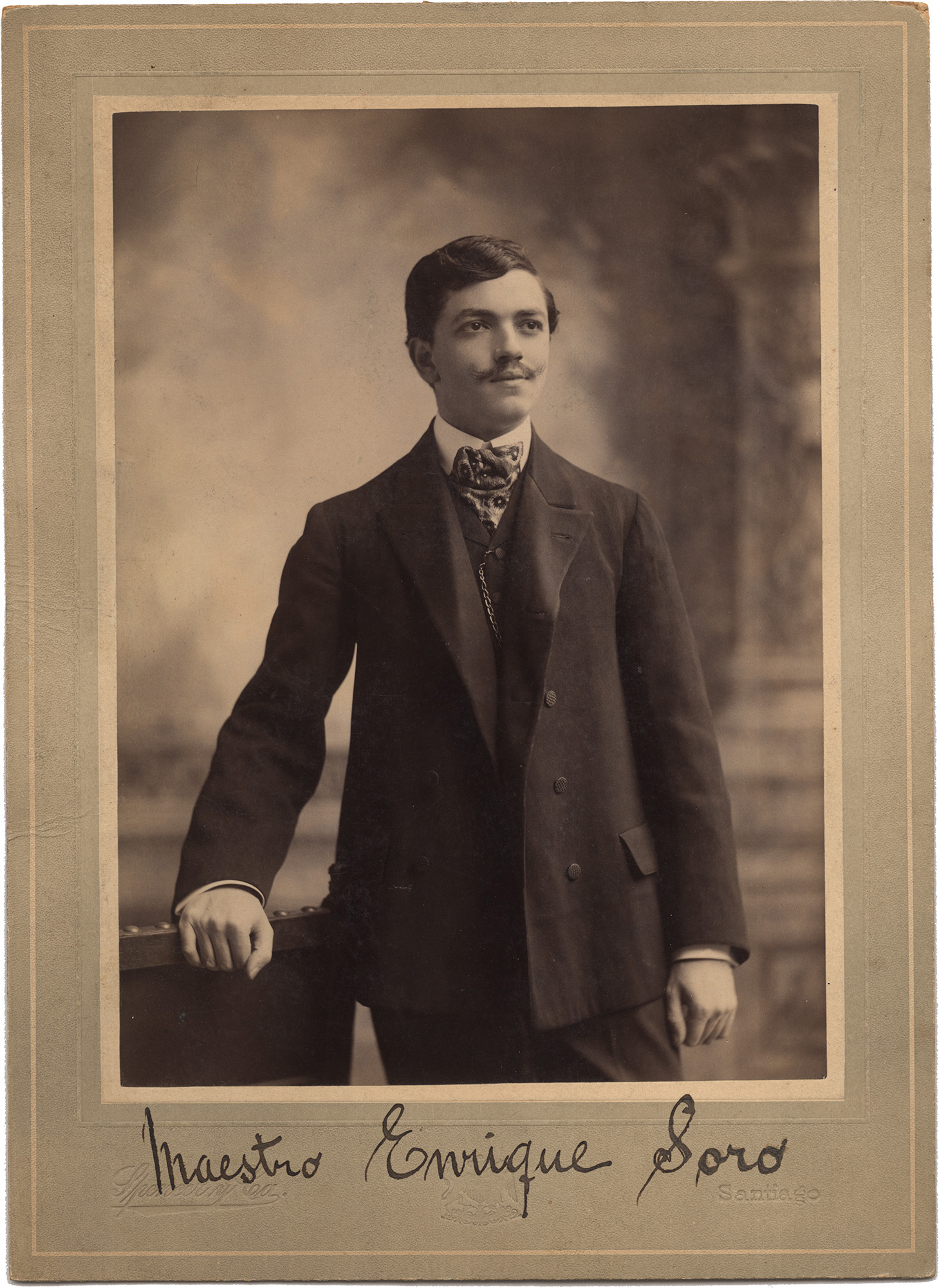
Enrique Soro

Fue uno de los cinco hijos del italiano Giuseppe Soro Sforza y la chilena Pilar Barriga del Canto; sus hermanos fueron Cristina, Fernando, Isabel y Amelia. Se casó con Adriana Cardemil Fuenzalida, con quien tuvo cuatro hijos.
Considerado uno de los primeros sinfonistas chilenos, realizó sus primeros estudios en Concepción con Clotilde de la Barra (piano) y Domingo Brescia (armonía y contrapunto). Con beca del Senado chileno, partió, en 1898, a estudiar al Real Conservatorio de Milán (Italia), uno de los más importantes del mundo por aquellos años. De este lugar se graduó en 1904, año en que inició una reconocida y extensa carrera de pianista de obras del repertorio universal, además de las propias.
Junto con el músico Luigi Stefano Giarda, pronto se convirtió en profesor de armonía y contrapunto del Conservatorio Nacional de Música de Chile, donde rápidamente llegó a ser su subdirector (1907) y luego director, profesor de composición y profesor de piano (1919), permaneciendo vinculado a esta institución durante casi dos décadas.
Fue profesor de: Domingo Santa Cruz, Juan Allende-Blin, Nino Marcelli, Héctor Melo, Juan Casanova Vicuña y Roberto Puelma, todas personalidades relevantes del mundo musical chileno que le sobrevivió.
Estrenó y presentó sus obras en Europa, Estados Unidos y América Latina; grabó rollos matrices para la Aeolian Company, discos para Columbia y llegó a conseguir un contrato de 50 años con la casa editora Schirmer.
Reconocido como un gran improvisador en el piano, su vida se vinculó con grandes personalidades de la época, como Pau Casals, Vincent D’Indy, Pietro Mascagni, Ignacy Paderewski, Giacomo Puccini, Maurice Ravel y Camille Saint-Saëns, entre otros.
Desde el punto de vista musical, su obra se entronca en la tradición clásico-romántica, con un reconocido estilo sumergido en las formas clásicas, pleno de un sentido lírico espontáneo. La investigadora Raquel Bustos reconoce dos períodos en su obra: desde sus inicios hasta 1911 (período de inicio), y, posteriormente, desde 1911 hasta su muerte (período de madurez). Escribió pocas obras con material vernáculo en estado natural, siendo la más interpretada Tres aires chilenos (1942).

## Obras relevantes
- Sinfonía romántica (1920)

- Preludios sinfónicos (1936)

- Tres aires chilenos (1942)

- Gran concierto en Re Mayor para piano y orquesta (1918)

## Premios y nominaciones
Sus honores, cargos y premios fueron múltiples, entre los que destaca haber sido vicepresidente de la Sociedad de Compositores Chilenos.
- En 1904 gana el Gran Premio de Alta Composición del Real Conservatorio de Milán.
- En 1910 obtiene la Medalla de Oro por el Himno Centenario de Chile.
- En 1917 obtiene la Medalla de Oro por el Himno a la Bandera Chilena.
- En 1922 es nombrado miembro de la Sociedad de Compositores de París.
- En 1948 obtiene el Premio Nacional de Arte, mención Musical.

## Obra
- Catálogo de obras (1948)
- Catálogo de obras (1976)